# La hija de mi mejor amigo
La hija de mi mejor amigo (título original en inglés: The Oranges)  es una película de comedia romántica estadounidense estrenada en 2011, dirigida por Julian Farino y protagonizada por Hugh Laurie, Leighton Meester, Catherine Keener, Oliver Platt, Allison Janney, Alia Shawkat y Adam Brody.
La película tuvo su estreno mundial en el Festival Internacional de Cine de Toronto de 2011.

## Sinopsis
Un hombre (Hugh Laurie) se enamora de la hija (Leighton Meester) de un amigo de la familia, haciendo la vida un poco incómoda para él y la familia.

## Elenco

### Los Wallings
- Hugh Laurie como David (padre).
- Catherine Keener como Paige (madre).
- Adam Brody como Toby (hijo).
- Alia Shawkat como Vanessa (hija).

### Los Ostroffs
- Oliver Platt como Terry (padre).
- Allison Janney como Cathy (madre).
- Leighton Meester como Nina (hija).

### Otros
- Sam Rosen como Ethan.
- Tim Guinee como Roger.
- Cassidy Gard como Samantha.
- Heidi Kristoffer como Meredith.
- Boyd Holbrook como Circle.
- Jennifer Bronstein como Amy.
- Stephen Badalamenti como Conductor de Taxi.
- John Srednicki como Mesero.
- Rachel Gittler como Rave Dancer (no acreditado).